# Список супутників
Список супутників включає 299 природних супутників планет і карликових планет Сонячної системи, відомих станом на березень 2024 року. Супутники відомі у 6 планет і 6 карликових планет. Принаймні 19 супутників достатньо великі, щоб їхня власна гравітація надала їм сферичної форми, і всі вони вкриті корою льоду, окрім Місяця та Іо. Кілька найбільших супутників перебувають у гідростатичній рівновазі і вважалися б карликовими планетами або планетами, якби оберталися навколо Сонця, а не навколо планети.
Залежно від характеристик їхніх орбіт, супутники поділяють на дві окремі категорії: регулярні супутники, які мають проградні орбіти (обертаються в напрямку обертання своїх планет) й обертаються близько до екваторіальної площини своєї планети, і нерегулярні супутники, орбіти яких можуть бути про- або ретроградні (проти напрямку обертання своїх планет) і часто лежать під великими кутами до екваторів своїх планет. Нерегулярні супутники, ймовірно, є малими планетами, захопленими гравітацією планет з навколишнього простору. Більшість відомих нерегулярних супутників мають діаметри менші за 10 км.
Перше відкриття супутників іншої планети зробив Галілео Галілей, який у 1610 році відкрив чотири Галілеєві супутники Юпітера. Протягом наступних трьох століть було відкрито лише кілька супутників. Космічні місії до інших планет в 1970-х роках, особливо «Вояджер-1» і «Вояджер-2», спричинили сплеск кількості виявлених супутників, а спостереження, починаючи з 2000 року з використанням переважно великих наземних оптичних телескопів, дозволили виявити ще набагато більше супутників, усі з яких виявилися нерегулярними.

## Супутники за головними тілами

Деякі супутники, малі планети та комети Сонячної системи в масштабі (великі планети не в масштабі)

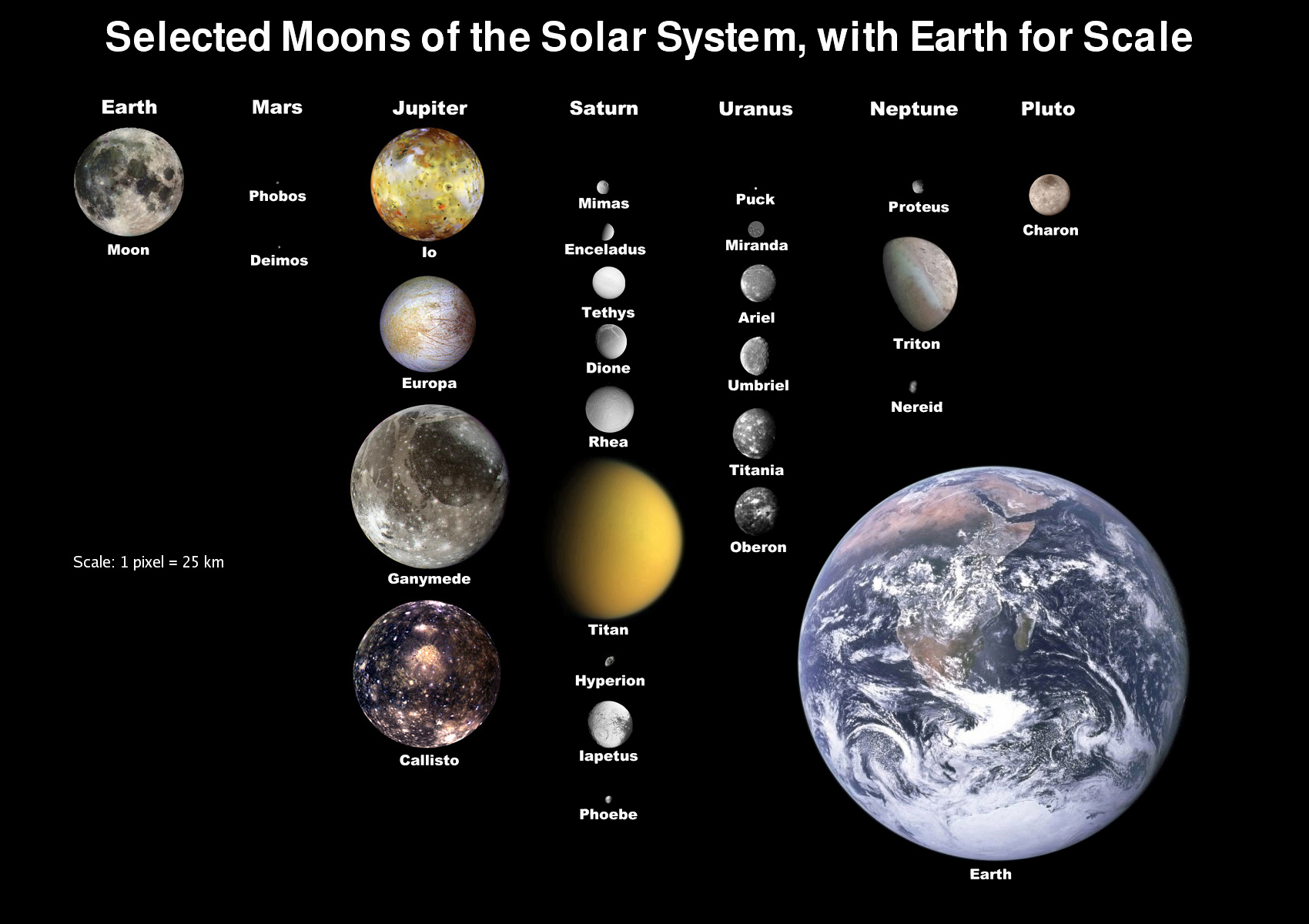
Вибрані супутники в порівнянні з Землею. Дев'ятнадцять супутників достатньо великі, щоб бути круглими, і один, Титан, має значну атмосферу.

Кількість супутників, відкритих за роками до листопада 2019 року

Меркурій, найменша та найближча до Сонця планета, не має відомих супутників або, хоча будь-які супутники розміром понад 1,6 км вже були б виявлені. Дуже короткий час у 1974 році вважалося, що Меркурій має супутник.
Венера також не має супутників, хоча повідомлення про наявність супутника навколо Венери з'являлися ще з XVII століття.
У Землі є один супутник — Місяць, найбільший супутник серед супутників усіх планет земної групи. Земля також має понад 20 відомих коорбітальних тіл, включаючи астероїди 3753 Круїтні і 469219 Камооалева, а також тимчасові супутники, як-от 2020 CD3; однак, оскільки вони не обертаються постійно навколо Землі, вони не вважаються супутниками. (Див. Інші супутники Землі та квазісупутник.)
Марс має два відомі супутники, Фобос і Деймос («страх» і «жах», на честь служителів Ареса, грецького бога війни, еквівалента римського Марса). Пошуки інших супутників не дали результатів, і будь-які інші супутники Марса мають бути меншими за 90 м.
Юпітер має 95 супутників з відомими орбітами, 72 із них отримали постійні номери, а 57 — назви. Його вісім регулярних супутників діляться на Галілеєві супутники планетних розмірів та набагато менші супутники групи Амальтеї. Вони були названі на честь коханок і коханців Зевса, грецького еквівалента Юпітера. Серед них Ганімед, найбільший і наймасивніший супутник у Сонячній системі. Його 87 відомих нерегулярних супутників поділяються на дві категорії: проградні та ретроградні. Проградні супутники складаються з групи Гімалії та трьох позагрупових супутників. Ретроградні супутники згруповані в групи Карме, Ананке та Пасіфе.
Сатурн має 146 супутників з відомими орбітами, 66 із них отримали постійні номери, а 63 — назви. Більшість із них досить малі. Сім супутників достатньо великі, щоб перебувати в гідростатичній рівновазі, включаючи Титан, другий за величиною супутник у Сонячній системі. Включаючи ці великі супутники, 24 супутники Сатурна є регулярними і традиційно названі на честь титанів або інших персонажів, пов'язаних із міфологічним Сатурном. Решта 122 є нерегулярними та поділяються за своїми орбітальними характеристиками на інуїтську, скандинавську та галльську групи, а їхні назви вибрано з відповідних міфологій, на честь яких названо групи. Кільця Сатурна складаються з крижаних об'єктів розміром від одного сантиметра до сотень метрів, кожне з яких обертається навколо планети своєю орбітою. Таким чином, точну кількість супутників Сатурна назвати неможливо, оскільки немає об'єктивної межі між незліченними маленькими безіменними об'єктами, які утворюють систему кілець Сатурна, і більшими об'єктами, які називаються супутниками. Щонайменше 150 мінісупутникив, вбудованих у кільця, були виявлені за збуреннями, які вони створюють у навколишньому матеріалі кільця, хоча вважається, що це лише невелика вибірка із загальної популяції таких об'єктів.
Уран має 28 відомих супутників, п'ять з яких достатньо масивні, щоб досягти гідростатичної рівноваги. Є 13 супутників, які обертаються всередині системи кілець Урана, і ще 10 зовнішніх нерегулярних супутників. На відміну від більшості супутників планет, які отримали назви з давньої міфології, усі супутники Урана названі на честь персонажів із творів Шекспіра та твору Олександра Поупа «Викрадення локона».
У Нептуна відомі 16 супутників. На найбільший з них, Тритон, припадає понад 99,5 % усієї маси, що обертається навколо планети. Тритон достатньо великий, щоб досягти гідростатичної рівноваги, але, єдиний з великих супутників, має ретроградну орбіту, що свідчить про те, що він є захопленим планетою. У Нептуна також є сім відомих внутрішніх регулярних супутників і вісім зовнішніх нерегулярних супутників.
Плутон, карликова планета, має п'ять супутників. Його найбільший супутник Харон, названий на честь перевізника душ через річку Стікс, більш ніж вдвічі менший за сам Плутон і достатньо великий, щоб центр мас системи Плутон — Харон лежав за межами поверхні Плутона, за що систему Плутон — Харон неофіційно називають подвійною карликовою планетою. Чотири інші супутники Плутона, Нікта, Гідра, Кербер і Стікс, набагато менші й обертаються навколо системи Плутон — Харон.
Серед інших карликових планет Церера не має супутників. (З імовірністю 90 %, Церера не має супутників, більших за 1 км, припускаючи, що вони мають таке ж альбедо, як і сама Церера). Ерида має один великий відомий супутник, Дісномію. Точно визначити його розмір важко: орієнтовна оцінка його радіуса дає 350 ± 57,5 км.
Ще два об'єкти віднесені до карликових планет, хоч вони поки що досліджені недостатньо, щоб це надійно довести. Гаумеа має два супутники, Хіїаку і Намаку, радіусами ~195 і ~100 км відповідно. Макемаке має один супутник, відкритий у квітні 2016 року.
Ряд інших об'єктів поясу Койпера і розсіяного диска можуть виявитися карликовими планетами в ході подальших досліджень. Квавар, Гунгун і Седна як правило, вважаються карликовими планетами серед астрономів, і всі вони, крім Седни, мають відомі супутники. Ряд інших менших об'єктів, таких як Гуя, Салація, Орк, 2002 UX25, Варда та 2013 FY27, також мають супутники, хоч їхня приналежність до карликових планет є більш сумнівною. Цей список включає всі об'єкти з оціненим діаметром понад 400 км, який багато джерел вважають приблизною нижньою межею розмірів карликових планет.
Станом на жовтень 2022 року було виявлено 365 супутників астероїдів і 128 супутників транснептунових об'єктів (включаючи супутники Плутона й інших карликових планет).

## Список супутників
Це список визнаних супутників планет і найбільших потенційних карликових планет Сонячної системи, упорядкованих за їх офіційними номерами. Супутники, які ще не мають офіційного номера (оскільки їхні орбіти ще недостатньо добре визначені), перераховані після тих, що мають номери.
19 супутників, достатньо великі, щоб набути сферичної форми під дією власної гравітації, виділено жирним шрифтом. Сім найбільших супутників, які більші за будь-яку з відомих карликових планет, виділені жирним шрифтом і курсивом.
| Супутники планет                             | Супутники планет  | Супутники планет  |
| -------------------------------------------- | ----------------- | ----------------- |
| Супутник Землі                               | Супутники Юпітера | Супутники Урана   |
| Супутники Марса                              | Супутники Сатурна | Супутники Нептуна |
| Супутники загальновизнаних карликових планет |                   |                   |
| Супутники Плутона                            | Супутники Гаумеа  | Супутник Квавара  |
| Супутник Макемаке                            | Супутник Гунгуна  | Супутник Ериди    |

| Назва             | Фото   | Чий супут-ник | №            | Середній радіус (км) | Велика піввісь орбіти (км) | Сидеричний період (д) (r = ретро-градний) | Рік від-криття | Відкривач(і)                                                                  | Примітки                                    | Поси-лання                    |
| ----------------- | ------ | ------------- | ------------ | -------------------- | -------------------------- | ----------------------------------------- | -------------- | ----------------------------------------------------------------------------- | ------------------------------------------- | ----------------------------- |
| Місяць            |        | Земля         | I (1)        | 1,738                | 384 399                    | 27,321582                                 | Доісторичний   | —                                                                             |                                             | [ 13 ]                        |
| Фобос             |        | Марс          | I (1)        | 11.267               | 9 380                      | 0,319                                     | 1877           | Холл                                                                          |                                             | [ 14 ] [ 15 ] [ 16 ]          |
| Деймос            |        | Марс          | II (2)       | 6.2±0.18             | 23 460                     | 1,262                                     | 1877           | Холл                                                                          |                                             | [ 14 ] [ 15 ] [ 16 ]          |
| Іо                |        | Юпітер        | I (1)        | 1,821.6±0.5          | 421 800                    | 1,769                                     | 1610           | Галілей                                                                       | Головна група (Галілеїв)                    | [ 16 ] [ 17 ]                 |
| Європа            |        | Юпітер        | II (2)       | 1,560.8±0.5          | 671 100                    | 3,551                                     | 1610           | Галілей                                                                       | Головна група (Галілеїв)                    | [ 16 ] [ 17 ]                 |
| Ганімед           |        | Юпітер        | III (3)      | 2,634.1±0.3          | 1 070 400                  | 7,155                                     | 1610           | Галілей                                                                       | Головна група (Галілеїв)                    | [ 16 ] [ 17 ]                 |
| Каллісто          |        | Юпітер        | IV (4)       | 2,410.3±1.5          | 1 882 700                  | 16,69                                     | 1610           | Галілей                                                                       | Головна група (Галілеїв)                    | [ 16 ] [ 17 ]                 |
| Амальтея          |        | Юпітер        | V (5)        | 83.5±2               | 181 400                    | 0,498                                     | 1892           | Барнард                                                                       | Внутрішній (Амальтея)                       | [ 15 ] [ 16 ] [ 18 ]          |
| Гімалія           |        | Юпітер        | VI (6)       | 69.8                 | 11 461 000                 | 250,56                                    | 1904           | Перрайн                                                                       | Проградний нерегулярний (Гімалія)           | [ 15 ] [ 16 ] [ 19 ] [ 20 ]   |
| Елара             |        | Юпітер        | VII (7)      | 43                   | 11 741 000                 | 259,64                                    | 1905           | Перрайн                                                                       | Проградний нерегулярний (Гімалія)           | [ 15 ] [ 16 ] [ 21 ]          |
| Пасіфе            |        | Юпітер        | VIII (8)     | 30                   | 23 624 000                 | 743,63 (r)                                | 1908           | Мелотт                                                                        | Ретроградний нерегулярний (Пасіфе)          | [ 15 ] [ 16 ] [ 22 ]          |
| Сінопе            |        | Юпітер        | IX (9)       | 19                   | 23 939 000                 | 758,90 (r)                                | 1914           | Ніколсон                                                                      | Ретроградний нерегулярний (Пасіфе)          | [ 15 ] [ 16 ] [ 23 ]          |
| Лісітея           |        | Юпітер        | X (10)       | 18                   | 11 717 000                 | 259,20                                    | 1938           | Ніколсон                                                                      | Проградний нерегулярний (Гімалія)           | [ 15 ] [ 16 ] [ 24 ]          |
| Карме             |        | Юпітер        | XI (11)      | 23                   | 23 404 000                 | 734,17 (r)                                | 1938           | Ніколсон                                                                      | Ретроградний нерегулярний (Карме)           | [ 15 ] [ 16 ] [ 24 ]          |
| Ананке            |        | Юпітер        | XII (12)     | 14                   | 21 276 000                 | 629,77 (r)                                | 1951           | Ніколсон                                                                      | Ретроградний нерегулярний (Ананке)          | [ 15 ] [ 16 ] [ 25 ]          |
| Леда              |        | Юпітер        | XIII (13)    | 10                   | 11 165 000                 | 240,92                                    | 1974           | Коваль                                                                        | Проградний нерегулярний (Гімалія)           | [ 15 ] [ 16 ] [ 26 ]          |
| Теба              |        | Юпітер        | XIV (14)     | 49.3±2.0             | 221 900                    | 0,675                                     | 1979           | Сіннот (Вояджер-1)                                                            | Внутрішній (Амальтея)                       | [ 15 ] [ 16 ] [ 27 ]          |
| Адрастея          |        | Юпітер        | XV (15)      | 8.2±2.0              | 129 000                    | 0,298                                     | 1979           | Джевітт, Деніелсон (Вояджер-1)                                                | Внутрішній (Амальтея)                       | [ 15 ] [ 16 ] [ 28 ]          |
| Метіда            |        | Юпітер        | XVI (16)     | 21.5±2.0             | 128 000                    | 0,295                                     | 1979           | Сіннот (Вояджер-1)                                                            | Внутрішній (Амальтея)                       | [ 15 ] [ 16 ] [ 29 ]          |
| Калліррое         |        | Юпітер        | XVII (17)    | 4.5                  | 24 103 000                 | 758,77 (r)                                | 1999           | Скотті, Спар, Мак-Міллан, Ларсен, Монтані, Gleason, Герельс                   | Ретроградний нерегулярний (Пасіфе)          | [ 15 ] [ 16 ] [ 30 ]          |
| Фемісто           |        | Юпітер        | XVIII (18)   | 4                    | 7 284 000                  | 130,02                                    | 1975/2000      | Коваль і Ремер (оригінально); Шеппард, Джевітт, Фернандес, Магньєр (повторно) | Проградний нерегулярний (Фемісто)           | [ 15 ] [ 16 ] [ 31 ] [ 32 ]   |
| Мегакліте         |        | Юпітер        | XIX (19)     | 2.7                  | 23 493 000                 | 752,86 (r)                                | 2000           | Шеппард, Джуїтт, Фернандес, Магньєр, Дам, Еванс                               | Ретроградний нерегулярний (Пасіфе)          | [ 15 ] [ 16 ] [ 33 ]          |
| Тайгете           |        | Юпітер        | XX (20)      | 2.5                  | 23 280 000                 | 732,41 (r)                                | 2000           | Шеппард, Джевітт, Фернандес, Магньєр, Дам, Еванс                              | Ретроградний нерегулярний (Карме)           | [ 15 ] [ 16 ] [ 33 ]          |
| Халдене           |        | Юпітер        | XXI (21)     | 1.9                  | 23 100 000                 | 723,72 (r)                                | 2000           | Шеппард, Джевітт, Фернандес, Магньєр, Дам, Еванс                              | Ретроградний нерегулярний (Карме)           | [ 15 ] [ 16 ] [ 33 ]          |
| Гарпаліке         |        | Юпітер        | XXII (22)    | 2.2                  | 20 858 000                 | 623,32 (r)                                | 2000           | Шеппард, Джевітт, Фернандес, Магньєр, Дам, Еванс                              | Ретроградний нерегулярний (Ананке)          | [ 15 ] [ 16 ] [ 33 ]          |
| Каліке            |        | Юпітер        | XXIII (23)   | 2.6                  | 23 483 000                 | 742,06 (r)                                | 2000           | Шеппард, Джевітт, Фернандес, Магньєр, Дам, Еванс                              | Ретроградний нерегулярний (Карме)           | [ 15 ] [ 16 ] [ 33 ]          |
| Іокасте           |        | Юпітер        | XXIV (24)    | 2.6                  | 21 060 000                 | 631,60 (r)                                | 2000           | Шеппард, Джевітт, Фернандес, Магньєр, Дам, Еванс                              | Ретроградний нерегулярний (Ананке)          | [ 15 ] [ 16 ] [ 33 ]          |
| Еріноме           |        | Юпітер        | XXV (25)     | 1.6                  | 23 196 000                 | 728,46 (r)                                | 2000           | Шеппард, Джевітт, Фернандес, Магньєр, Дам, Еванс                              | Ретроградний нерегулярний (Карме)           | [ 15 ] [ 16 ] [ 33 ]          |
| Ісоное            |        | Юпітер        | XXVI (26)    | 1.9                  | 23 155 000                 | 726,23 (r)                                | 2000           | Шеппард, Джевітт, Фернандес, Магньєр, Дам, Еванс                              | Ретроградний нерегулярний (Карме)           | [ 15 ] [ 16 ] [ 33 ]          |
| Праксідіке        |        | Юпітер        | XXVII (27)   | 3.5                  | 20 908 000                 | 625,39 (r)                                | 2000           | Шеппард, Джевітт, Фернандес, Магньєр, Дам, Еванс                              | Ретроградний нерегулярний (Ананке)          | [ 15 ] [ 16 ] [ 33 ]          |
| Автоное           |        | Юпітер        | XXVIII (28)  | 2                    | 24 046 000                 | 760,95 (r)                                | 2001           | Шеппард, Джевітт, Кліна                                                       | Ретроградний нерегулярний (Пасіфе)          |                               |
| Тіоне             |        | Юпітер        | XXIX (29)    | 2                    | 20 939 000                 | 627,21 (r)                                | 2001           | Шеппард, Джевітт, Кліна                                                       | Ретроградний нерегулярний (Ананке)          | [ 15 ] [ 16 ] [ 34 ]          |
| Герміппе          |        | Юпітер        | XXX (30)     | 2                    | 21 131 000                 | 633,9 (r)                                 | 2001           | Шеппард, Джевітт, Кліна                                                       | Ретроградний нерегулярний (Ананке)          | [ 15 ] [ 16 ] [ 34 ]          |
| Етне              |        | Юпітер        | XXXI (31)    | 1.5                  | 23 229 000                 | 730,18 (r)                                | 2001           | Шеппард, Джевітт, Кліна                                                       | Ретроградний нерегулярний (Карме)           | [ 15 ] [ 16 ] [ 34 ]          |
| Еврідоме          |        | Юпітер        | XXXII (32)   | 1.5                  | 22 865 000                 | 717,33 (r)                                | 2001           | Шеппард, Джевітт, Кліна                                                       | Ретроградний нерегулярний (Пасіфе)          | [ 15 ] [ 16 ] [ 34 ]          |
| Еванте            |        | Юпітер        | XXXIII (33)  | 1.5                  | 20 797 000                 | 620,49 (r)                                | 2001           | Шеппард, Джевітт, Кліна                                                       | Ретроградний нерегулярний (Ананке)          | [ 15 ] [ 16 ] [ 34 ]          |
| Евпоріє           |        | Юпітер        | XXXIV (34)   | 1                    | 19 304 000                 | 550,74 (r)                                | 2001           | Шеппард, Джевітт, Кліна                                                       | Ретроградний нерегулярний (Ананке)          | [ 15 ] [ 16 ] [ 34 ]          |
| Ортозіє           |        | Юпітер        | XXXV (35)    | 1                    | 20 720 000                 | 622,56 (r)                                | 2001           | Шеппард, Джевітт, Кліна                                                       | Ретроградний нерегулярний (Ананке)          | [ 15 ] [ 16 ] [ 34 ]          |
| Спонде            |        | Юпітер        | XXXVI (36)   | 1                    | 23 487 000                 | 748,34 (r)                                | 2001           | Шеппард, Джевітт, Кліна                                                       | Ретроградний нерегулярний (Пасіфе)          | [ 15 ] [ 16 ] [ 34 ]          |
| Кале              |        | Юпітер        | XXXVII (37)  | 1                    | 23 217 000                 | 729,47 (r)                                | 2001           | Шеппард, Джевітт, Кліна                                                       | Ретроградний нерегулярний (Карме)           | [ 15 ] [ 16 ] [ 34 ]          |
| Пазітеє           |        | Юпітер        | XXXVIII (38) | 1                    | 23 004 000                 | 719,44 (r)                                | 2001           | Шеппард, Джевітт, Кліна                                                       | Ретроградний нерегулярний (Карме)           | [ 15 ] [ 16 ] [ 34 ]          |
| Гегемоне          |        | Юпітер        | XXXIX (39)   | 1.5                  | 23 577 000                 | 739,88 (r)                                | 2003           | Шеппард, Джевітт, Кліна, Фернандес                                            | Ретроградний нерегулярний (Пасіфе)          | [ 15 ] [ 16 ]                 |
| Мнеме             |        | Юпітер        | XL (40)      | 1                    | 21 035 000                 | 620,04 (r)                                | 2003           | Гледмен, Аллен                                                                | Ретроградний нерегулярний (Ананке)          | [ 15 ] [ 16 ]                 |
| Аойде             |        | Юпітер        | XLI (41)     | 2                    | 23 980 000                 | 761,50 (r)                                | 2003           | Шеппард, Джевітт, Кліна, Фернандес, Сє                                        | Ретроградний нерегулярний (Пасіфе)          | [ 15 ] [ 16 ]                 |
| Тельксіное        |        | Юпітер        | XLII (42)    | 1                    | 21 164 000                 | 628,09 (r)                                | 2003           | Шеппард, Джевітт, Кліна, Гледмен, Кавеларс, Пті, Аллен                        | Ретроградний нерегулярний (Ананке)          | [ 15 ] [ 16 ]                 |
| Архе              |        | Юпітер        | XLIII (43)   | 1.5                  | 23 355 000                 | 731,95 (r)                                | 2002           | Шеппард, Міч, Сє, Толен, Тонрі                                                | Ретроградний нерегулярний (Карме)           | [ 15 ] [ 16 ] [ 34 ]          |
| Калліхоре         |        | Юпітер        | XLIV (44)    | 1                    | 23 288 000                 | 728,73 (r)                                | 2003           | Шеппард, Джевітт, Кліна, Фернандес                                            | Ретроградний нерегулярний (Карме)           | [ 15 ] [ 16 ]                 |
| Геліке            |        | Юпітер        | XLV (45)     | 2                    | 21 069 000                 | 626,32 (r)                                | 2003           | Шеппард, Джевітт, Кліна, Фернандес, Сє                                        | Ретроградний нерегулярний (Ананке)          | [ 15 ] [ 16 ]                 |
| Карпо             |        | Юпітер        | XLVI (46)    | 1.5                  | 17 058 000                 | 456,30                                    | 2003           | Шеппард, Гледмен, Кавеларс, Пті, Аллен, Джевітт, Кліна                        | Проградний нерегулярний (Карпо)             | [ 15 ] [ 16 ]                 |
| Евкеладе          |        | Юпітер        | XLVII (47)   | 2                    | 23 328 000                 | 730,47 (r)                                | 2003           | Шеппард, Джевітт, Кліна, Фернандес, Сє                                        | Ретроградний нерегулярний (Карме)           | [ 15 ] [ 16 ]                 |
| Кіллене           |        | Юпітер        | XLVIII (48)  | 1                    | 23 809 000                 | 752 (r)                                   | 2003           | Шеппард, Джевітт, Кліна                                                       | Ретроградний нерегулярний (Пасіфе)          | [ 15 ] [ 16 ]                 |
| Коре              |        | Юпітер        | XLIX (49)    | 1                    | 24 543 000                 | 779,17 (r)                                | 2003           | Шеппард, Джевітт, Кліна                                                       | Ретроградний нерегулярний (Пасіфе)          | [ 15 ] [ 16 ]                 |
| Герсе             |        | Юпітер        | L (50)       | 1                    | 22 983 000                 | 714,51 (r)                                | 2003           | Гледмен, Шеппард, Джевітт, Кліна, Кавеларс, Пті, Аллен                        | Ретроградний нерегулярний (Карме)           | [ 15 ] [ 16 ]                 |
| S/2010 J 1        |        | Юпітер        | LI (51)      | 1                    | 23 314 300                 | 723,2 (r)                                 | 2010           | Джейкобсон, Брозовіч, Гледмен, Александерсен                                  | Ретроградний нерегулярний (Карме)           | [ 35 ]                        |
| S/2010 J 2        |        | Юпітер        | LII (52)     | 0.5                  | 20 307 200                 | 588,1 (r)                                 | 2010           | Вілет                                                                         | Ретроградний нерегулярний (Ананке)          | [ 35 ]                        |
| Дія               |        | Юпітер        | LIII (53)    | 2                    | 12 118 000                 | 287,0                                     | 2000           | Шеппард, Джевітт, Кліна, Фернандес, Сє                                        | Проградний нерегулярний (Гімалія)           | [ 35 ]                        |
| S/2016 J 1        |        | Юпітер        | LIV (54)     | 1                    | 20 595 500                 | 602,7 (r)                                 | 2016           | Шеппард                                                                       | Ретроградний нерегулярний (Ананке)          | [ 35 ]                        |
| S/2003 J 18       |        | Юпітер        | LV (55)      | 1                    | 20 274 000                 | 588,0 (r)                                 | 2003           | Гледмен, Шеппард, Джевітт, Кліна, Кавеларс, Пті, Аллен                        | Ретроградний нерегулярний (Ананке)          | [ 35 ]                        |
| S/2011 J 2        |        | Юпітер        | LVI (56)     | 0.5                  | 23 329 700                 | 726,8 (r)                                 | 2011           | Шеппард                                                                       | Ретроградний нерегулярний (Пасіфе)          | [ 35 ]                        |
| Ейрене            |        | Юпітер        | LVII (57)    | 2                    | 23 731 800                 | 759,7 (r)                                 | 2003           | Шеппард, Джевітт, Кліна, Фернандес, Сє                                        | Ретроградний нерегулярний (Карме)           | [ 35 ]                        |
| Філофросіне       |        | Юпітер        | LVIII (58)   | 1                    | 22 820 000                 | 701,3 (r)                                 | 2003           | Шеппард, Джевітт, Кліна, Фернандес                                            | Ретроградний нерегулярний (Пасіфе)          | [ 35 ]                        |
| S/2017 J 1        |        | Юпітер        | LIX (59)     | 2                    | 23 484 000                 | 734,2 (r)                                 | 2017           | Шеппард                                                                       | Ретроградний нерегулярний (Пасіфе)          | [ 35 ]                        |
| Евфеме            |        | Юпітер        | LX (60)      | 1                    | 21 199 710                 | 627,8 (r)                                 | 2003           | Шеппард, Джевітт, Кліна, Фернандес, Сє                                        | Ретроградний нерегулярний (Ананке)          | [ 35 ]                        |
| S/2003 J 19       |        | Юпітер        | LXI (61)     | 1                    | 22 757 000                 | 697,6 (r)                                 | 2003           | Гледмен, Шеппард, Джевітт, Кліна, Кавеларс, Пті, Аллен                        | Ретроградний нерегулярний (Карме)           | [ 35 ]                        |
| Валетудо          |        | Юпітер        | LXII (62)    | 0.5                  | 18 928 100                 | 532,0                                     | 2016           | Шеппард                                                                       | Проградний нерегулярний (Валетудо)          | [ 35 ]                        |
| S/2017 J 2        |        | Юпітер        | LXIII (63)   | 1                    | 23 241 000                 | 723,8 (r)                                 | 2017           | Шеппард                                                                       | Ретроградний нерегулярний (Карме)           | [ 35 ]                        |
| S/2017 J 3        |        | Юпітер        | LXIV (64)    | 1                    | 20 639 300                 | 605,8 (r)                                 | 2017           | Шеппард                                                                       | Ретроградний нерегулярний (Ананке)          | [ 35 ]                        |
| Пандія            |        | Юпітер        | LXV (65)     | 1.5                  | 11 494 800                 | 251,8                                     | 2017           | Шеппард                                                                       | Проградний нерегулярний (Гімалія)           | [ 35 ]                        |
| S/2017 J 5        |        | Юпітер        | LXVI (66)    | 1                    | 23 169 400                 | 720,5 (r)                                 | 2017           | Шеппард                                                                       | Ретроградний нерегулярний (Карме)           | [ 35 ]                        |
| S/2017 J 6        |        | Юпітер        | LXVII (67)   | 1                    | 22 394 700                 | 684,7 (r)                                 | 2017           | Шеппард                                                                       | Ретроградний нерегулярний (Пасіфе)          | [ 35 ]                        |
| S/2017 J 7        |        | Юпітер        | LXVIII (68)  | 1                    | 20 571 500                 | 602,8 (r)                                 | 2017           | Шеппард                                                                       | Ретроградний нерегулярний (Ананке)          | [ 35 ]                        |
| S/2017 J 8        |        | Юпітер        | LXIX (69)    | 0.5                  | 23 174 400                 | 720,7 (r)                                 | 2017           | Шеппард                                                                       | Ретроградний нерегулярний (Карме)           | [ 35 ]                        |
| S/2017 J 9        |        | Юпітер        | LXX (70)     | 1                    | 21 430 000                 | 640,9 (r)                                 | 2017           | Шеппард                                                                       | Ретроградний нерегулярний (Ананке)          | [ 35 ]                        |
| Ерса              |        | Юпітер        | LXXI (71)    | 1,5                  | 11 453 000                 | 250,4                                     | 2018           | Шеппард                                                                       | Проградний нерегулярний (Гімалія)           | [ 35 ]                        |
| S/2011 J 1        |        | Юпітер        | LXXII (72)   | 0.5                  | 20 155 300                 | 580,7 (r)                                 | 2011           | Шеппард                                                                       | Ретроградний нерегулярний (Карме)           | [ 35 ]                        |
| S/2003 J 2        |        | Юпітер        | —            | 1                    | 20 554 400                 | 602,02 (r)                                | 2003           | Шеппард, Джевітт, Кліна, Фернандес, Сє                                        | Ретроградний нерегулярний (Ананке)          | [ 15 ] [ 16 ]                 |
| S/2003 J 4        |        | Юпітер        | —            | 1                    | 22 048 600                 | 668,85 (r)                                | 2003           | Шеппард, Джевітт, Кліна, Фернандес, Сє                                        | Ретроградний нерегулярний (Пасіфе)          | [ 15 ] [ 16 ]                 |
| S/2003 J 9        |        | Юпітер        | —            | 0.5                  | 24 168 700                 | 767,6 (r)                                 | 2003           | Шеппард, Джевітт, Кліна, Фернандес                                            | Ретроградний нерегулярний (Карме)           | [ 15 ] [ 36 ]                 |
| S/2003 J 10       |        | Юпітер        | —            | 1                    | 22 896 000                 | 707,78 (r)                                | 2003           | Шеппард, Джевітт, Кліна, Фернандес                                            | Ретроградний нерегулярний (Карме?)          | [ 15 ] [ 16 ]                 |
| S/2003 J 12       |        | Юпітер        | —            | 0.5                  | 21 557 700                 | 646,64 (r)                                | 2003           | Шеппард, Джевітт, Кліна, Фернандес                                            | Ретроградний нерегулярний (Ананке)          | [ 15 ] [ 16 ]                 |
| S/2003 J 16       |        | Юпітер        | —            | 1                    | 20 512 500                 | 600,18 (r)                                | 2003           | Гледмен, Шеппард, Джевітт, Кліна, Кавеларс, Пті, Аллен                        | Ретроградний нерегулярний (Ананке)          | [ 15 ] [ 37 ]                 |
| S/2003 J 23       |        | Юпітер        | —            | 1                    | 24 678 100                 | 792,00 (r)                                | 2003           | Шеппард, Джевітт, Кліна, Фернандес                                            | Ретроградний нерегулярний (Пасіфе)          | [ 15 ] [ 16 ]                 |
| S/2003 J 24       |        | Юпітер        | —            | 1.5                  | 23 088 000                 | 715,4 (r)                                 | 2003           | Шеппард, Джевітт, Кліна, Гледмен, Вілет                                       | Ретроградний нерегулярний (Карме)           | [ 38 ]                        |
| S/2011 J 3        |        | Юпітер        | —            | 1.5                  | 11 797 200                 | 261,77                                    | 2011           | Шеппард                                                                       | Проградний нерегулярний (Гімалія)           | [ 39 ]                        |
| S/2016 J 3        |        | Юпітер        | —            | 1                    | 22 213 500                 | 676,37 (r)                                | 2016           | Шеппард                                                                       | Ретроградний нерегулярний (Карме)           | [ 40 ]                        |
| S/2016 J 4        |        | Юпітер        | —            | 1                    | 23 664 100                 | 743,69 (r)                                | 2016           | Шеппард                                                                       | Ретроградний нерегулярний (Пасіфе)          | [ 41 ]                        |
| S/2018 J 2        |        | Юпітер        | —            | 1.5                  | 11 467 500                 | 250,88                                    | 2018           | Шеппард                                                                       | Проградний нерегулярний (Гімалія)           | [ 42 ]                        |
| S/2018 J 3        |        | Юпітер        | —            | 0.5                  | 22 826 600                 | 704,56 (r)                                | 2018           | Шеппард                                                                       | Ретроградний нерегулярний (Карме)           | [ 43 ]                        |
| S/2018 J 4        |        | Юпітер        | —            | 1                    | 16 504 300                 | 433,16                                    | 2018           | Шеппард                                                                       | Проградний нерегулярний (Карпо)             | [ 44 ]                        |
| S/2021 J 1        |        | Юпітер        | —            | 0.5                  | 20 667 200                 | 606,99 (r)                                | 2021           | Шеппард                                                                       | Ретроградний нерегулярний (Ананке)          | [ 45 ]                        |
| S/2021 J 2        |        | Юпітер        | —            | 0.5                  | 21 140 600                 | 627,96 (r)                                | 2021           | Шеппард                                                                       | Ретроградний нерегулярний (Ананке)          | [ 46 ]                        |
| S/2021 J 3        |        | Юпітер        | —            | 1                    | 21 495 700                 | 643,85 (r)                                | 2021           | Шеппард                                                                       | Ретроградний нерегулярний (Ананке)          | [ 47 ]                        |
| S/2021 J 4        |        | Юпітер        | —            | 0.5                  | 22 946 700                 | 710,13 (r)                                | 2021           | Шеппард                                                                       | Ретроградний нерегулярний (Карме)           | [ 48 ]                        |
| S/2021 J 5        |        | Юпітер        | —            | 1                    | 22 831 800                 | 704,80 (r)                                | 2021           | Шеппард, Толен, Трухільйо                                                     | Ретроградний нерегулярний (Карме)           | [ 49 ]                        |
| S/2021 J 6        |        | Юпітер        | —            | 0.5                  | 23 427 200                 | 732,55 (r)                                | 2021           | Шеппард, Толен, Трухільйо                                                     | Ретроградний нерегулярний (Карме)           | [ 50 ]                        |
| S/2022 J 1        |        | Юпітер        | —            | 0.5                  | 22 015 500                 | 667,34 (r)                                | 2022           | Шеппард                                                                       | Ретроградний нерегулярний (Карме)           | [ 51 ]                        |
| S/2022 J 2        |        | Юпітер        | —            | 0.5                  | 22 413 200                 | 685,51 (r)                                | 2022           | Шеппард                                                                       | Ретроградний нерегулярний (Карме)           | [ 52 ]                        |
| S/2022 J 3        |        | Юпітер        | —            | 0.5                  | 20 912 400                 | 617,82 (r)                                | 2022           | Шеппард                                                                       | Ретроградний нерегулярний (Ананке)          | [ 53 ]                        |
| Мімас             |        | Сатурн        | I (1)        | 198.2±0.4            | 185 540                    | 0,942                                     | 1789           | Гершель                                                                       | Головна група                               | [ 15 ] [ 16 ]                 |
| Енцелад           |        | Сатурн        | II (2)       | 252.1±0.2            | 238 040                    | 1,370                                     | 1789           | Гершель                                                                       | Головна група                               | [ 15 ] [ 16 ]                 |
| Тефія             |        | Сатурн        | III (3)      | 533.1±0.7            | 294 670                    | 1,888                                     | 1684           | Кассіні                                                                       | Головна група (Sidera Lodoicea)             | [ 15 ] [ 16 ]                 |
| Діона             |        | Сатурн        | IV (4)       | 561.4±0.4            | 377 420                    | 2,737                                     | 1684           | Кассіні                                                                       | Головна група (Sidera Lodoicea)             | [ 15 ] [ 16 ]                 |
| Рея               |        | Сатурн        | V (5)        | 763.8±1.0            | 527 070                    | 4,518                                     | 1672           | Кассіні                                                                       | Головна група (Sidera Lodoicea)             | [ 15 ] [ 16 ]                 |
| Титан             |        | Сатурн        | VI (6)       | 2,574.73±0.09        | 1 221 870                  | 15,95                                     | 1655           | Гюйгенс                                                                       | Головна група                               | [ 15 ] [ 16 ]                 |
| Гіперіон          |        | Сатурн        | VII (7)      | 135                  | 1 500 880                  | 21,28                                     | 1848           | В. Бонд, Д. Бонд, і Ласселл                                                   | Головна група                               | [ 15 ] [ 16 ]                 |
| Япет              |        | Сатурн        | VIII (8)     | 735.6±1.5            | 3 560 840                  | 79,33                                     | 1671           | Кассіні                                                                       | Головна група (Sidera Lodoicea)             | [ 15 ] [ 16 ]                 |
| Феба              |        | Сатурн        | IX (9)       | 106.5±0.7            | 12 947 780                 | 550,31 (r)                                | 1898           | Пікерінг                                                                      | Ретроградний нерегулярний (Скандинавський)  | [ 15 ] [ 16 ]                 |
| Янус              |        | Сатурн        | X (10)       | 89.5±1.4             | 151 460                    | 0,695                                     | 1966           | Дольфюс; Вояджер-1(підтвердження)                                             | Внутрішній супутник (коорбітальний)         | [ 15 ] [ 16 ]                 |
| Епіметей          |        | Сатурн        | XI (11)      | 58.1±1.8             | 151 410                    | 0,694                                     | 1966           | Волкер; Вояджер-1(підтвердження)                                              | Внутрішній супутник (коорбітальний)         | [ 15 ] [ 16 ]                 |
| Гелена            |        | Сатурн        | XII (12)     | 17.6±0.4             | 377 420                    | 2,737                                     | 1980           | Лаке, Лекаше                                                                  | Троянець супутника головної групи           | [ 15 ] [ 16 ]                 |
| Телесто           |        | Сатурн        | XIII (13)    | 12.4±0.4             | 294 710                    | 1,888                                     | 1980           | Сміт, Рейтсема, Ларсон, Фонтейн (Вояджер-1)                                   | Троянець супутника головної групи           | [ 15 ] [ 16 ]                 |
| Каліпсо           |        | Сатурн        | XIV (14)     | 10.7±0.7             | 294 710                    | 1,888                                     | 1980           | Паску, Сейдельман, Баум, Каррі                                                | Троянець супутника головної групи           | [ 15 ] [ 16 ]                 |
| Атлас             |        | Сатурн        | XV (15)      | 15.1±0.9             | 137 670                    | 0,602                                     | 1980           | Терріл (Вояджер-1)                                                            | Внутрішній супутник (пастух)                | [ 15 ] [ 16 ]                 |
| Прометей          |        | Сатурн        | XVI (16)     | 43.1±2.7             | 139 380                    | 0,613                                     | 1980           | Коллінз (Вояджер-1)                                                           | Внутрішній супутник (пастух)                | [ 15 ] [ 16 ]                 |
| Пандора           |        | Сатурн        | XVII (17)    | 40.7±1.5             | 141 720                    | 0,629                                     | 1980           | Коллінз (Вояджер-1)                                                           | Внутрішній супутник (пастух)                | [ 15 ] [ 16 ]                 |
| Пан               |        | Сатурн        | XVIII (18)   | 14.1                 | 133 580                    | 0,575                                     | 1981           | Шоволтер (Вояджер-2)                                                          | Внутрішній супутник (пастух)                | [ 15 ] [ 16 ]                 |
| Імір              |        | Сатурн        | XIX (19)     | 9                    | 23 140 400                 | 1 315,58 (r)                              | 2000           | Гледмен                                                                       | Ретроградний нерегулярний (Скандинавський)  | [ 15 ] [ 16 ]                 |
| Паліак            |        | Сатурн        | XX (20)      | 11                   | 15 200 000                 | 686,95                                    | 2000           | Гледмен                                                                       | Проградний нерегулярний (Інуїтський)        | [ 15 ] [ 16 ]                 |
| Тарвос            |        | Сатурн        | XXI (21)     | 7.5                  | 17 983 000                 | 926,23                                    | 2000           | Гледмен, Кавеларс                                                             | Проградний нерегулярний (Галльський)        | [ 15 ] [ 16 ]                 |
| Іджирак           |        | Сатурн        | XXII (22)    | 6                    | 11 124 000                 | 451,42                                    | 2000           | Гледмен, Кавеларс                                                             | Проградний нерегулярний (Інуїтський)        | [ 15 ] [ 16 ]                 |
| Суттунг           |        | Сатурн        | XXIII (23)   | 3.5                  | 19 459 000                 | 1 016,67 (r)                              | 2000           | Гледмен, Кавеларс                                                             | Ретроградний нерегулярний (Скандинавський)  | [ 15 ] [ 16 ]                 |
| Ківіок            |        | Сатурн        | XXIV (24)    | 8                    | 11 110 000                 | 449,22                                    | 2000           | Гледмен                                                                       | Проградний нерегулярний (Інуїтський)        | [ 15 ] [ 16 ]                 |
| Мунділфарі        |        | Сатурн        | XXV (25)     | 3.5                  | 18 628 000                 | 952,77 (r)                                | 2000           | Гледмен, Кавеларс                                                             | Ретроградний нерегулярний (Скандинавський)  | [ 15 ] [ 16 ]                 |
| Альбіорікс        |        | Сатурн        | XXVI (26)    | 16                   | 16 182 000                 | 783,45                                    | 2000           | Голман, Спар                                                                  | Проградний нерегулярний (Галльський)        | [ 15 ] [ 16 ]                 |
| Скаді             |        | Сатурн        | XXVII (27)   | 4                    | 15 540 000                 | 728,20 (r)                                | 2000           | Гледмен, Кавеларс                                                             | Ретроградний нерегулярний (Скандинавський)  | [ 15 ] [ 16 ]                 |
| Ерріпо            |        | Сатурн        | XXVIII (28)  | 5                    | 17 343 000                 | 871,19                                    | 2000           | Гледмен, Кавеларс                                                             | Проградний нерегулярний (Галльський)        | [ 15 ] [ 16 ]                 |
| Сіарнак           |        | Сатурн        | XXIX (29)    | 20                   | 18 015 400                 | 896,44                                    | 2000           | Гледмен, Кавеларс                                                             | Проградний нерегулярний (Інуїтський)        | [ 15 ] [ 16 ]                 |
| Трюм              |        | Сатурн        | XXX (30)     | 3.5                  | 20 314 000                 | 1 094,11 (r)                              | 2000           | Гледмен, Кавеларс                                                             | Ретроградний нерегулярний (Скандинавський)  | [ 15 ] [ 16 ]                 |
| Нарві             |        | Сатурн        | XXXI (31)    | 3.5                  | 19 007 000                 | 1 003,86 (r)                              | 2003           | Шеппард, Джевітт, Кліна                                                       | Ретроградний нерегулярний (Скандинавський)  | [ 15 ] [ 16 ]                 |
| Мефона            |        | Сатурн        | XXXII (32)   | 1.45                 | 194 440                    | 1,010                                     | 2004           | Порко, Шарно, Браїк, Доунз (Кассіні — Гюйгенс)                                | Алкіонід                                    | [ 16 ]                        |
| Паллена           |        | Сатурн        | XXXIII (33)  | 2.22                 | 212 280                    | 1,154                                     | 2004           | Гордон, Мюррей, Берл та ін. (Кассіні — Гюйгенс)                               | Алкіонід                                    | [ 16 ]                        |
| Полідевк          |        | Сатурн        | XXXIV (34)   | 1.3                  | 377 200                    | 2,737                                     | 2004           | Порко та ін. (Кассіні — Гюйгенс)                                              | Троянець супутника головної групи           | [ 16 ]                        |
| Дафніс            |        | Сатурн        | XXXV (35)    | 3.8±0.8              | 136 500                    | 0,594                                     | 2005           | Порко та ін. (Кассіні — Гюйгенс)                                              | Внутрішній супутник (пастух)                | [ 16 ]                        |
| Егір              |        | Сатурн        | XXXVI (36)   | 3                    | 20 751 000                 | 1 117,52 (r)                              | 2004           | Шеппард, Джевітт, Кліна, Марсден                                              | Ретроградний нерегулярний (Скандинавський)  | [ 15 ] [ 16 ]                 |
| Бефінд            |        | Сатурн        | XXXVII (37)  | 3                    | 17 119 000                 | 834,84                                    | 2004           | Шеппард, Джевітт, Кліна, Марсден                                              | Проградний нерегулярний (Галльський)        | [ 15 ] [ 16 ]                 |
| Бергельмір        |        | Сатурн        | XXXVIII (38) | 3                    | 19 336 000                 | 1 005,74 (r)                              | 2004           | Шеппард, Джевітт, Кліна, Марсден                                              | Ретроградний нерегулярний (Скандинавський)  | [ 15 ] [ 16 ]                 |
| Бестла            |        | Сатурн        | XXXIX (39)   | 3.5                  | 20 192 000                 | 1 088,72 (r)                              | 2004           | Шеппард, Джевітт, Кліна, Марсден                                              | Ретроградний нерегулярний (Скандинавський)  | [ 15 ] [ 16 ]                 |
| Фарбауті          |        | Сатурн        | XL (40)      | 2.5                  | 20 377 000                 | 1 085,55 (r)                              | 2004           | Шеппард, Джевітт, Кліна, Марсден                                              | Ретроградний нерегулярний (Скандинавський)  | [ 15 ] [ 16 ]                 |
| Фенрір            |        | Сатурн        | XLI (41)     | 2                    | 22 454 000                 | 1 260,35 (r)                              | 2004           | Шеппард, Джевітт, Кліна, Марсден                                              | Ретроградний нерегулярний (Скандинавський)  | [ 15 ] [ 16 ]                 |
| Форньйот          |        | Сатурн        | XLII (42)    | 3                    | 25 146 000                 | 1 494,2 (r)                               | 2004           | Шеппард, Джевітт, Кліна, Марсден                                              | Ретроградний нерегулярний (Скандинавський)  | [ 15 ] [ 16 ]                 |
| Гаті              |        | Сатурн        | XLIII (43)   | 3                    | 19 846 000                 | 1 038,61 (r)                              | 2004           | Шеппард, Джевітт, Кліна, Марсден                                              | Ретроградний нерегулярний (Скандинавський)  | [ 15 ] [ 16 ]                 |
| Гірроккін         |        | Сатурн        | XLIV (44)    | 4                    | 18 437 000                 | 931,86 (r)                                | 2004           | Шеппард, Джевітт, Кліна                                                       | Ретроградний нерегулярний (Скандинавський)  | [ 16 ]                        |
| Карі              |        | Сатурн        | XLV (45)     | 3.5                  | 22 089 000                 | 1 230,97 (r)                              | 2006           | Шеппард, Джевітт, Кліна                                                       | Ретроградний нерегулярний (Скандинавський)  | [ 16 ]                        |
| Логі              |        | Сатурн        | XLVI (46)    | 3                    | 23 058 000                 | 1 311,36 (r)                              | 2006           | Шеппард, Джевітт, Кліна                                                       | Ретроградний нерегулярний (Скандинавський)  | [ 16 ]                        |
| Сколл             |        | Сатурн        | XLVII (47)   | 3                    | 17 665 000                 | 878,29 (r)                                | 2006           | Шеппард, Джевітт, Кліна                                                       | Ретроградний нерегулярний (Скандинавський)  | [ 16 ]                        |
| Сурт              |        | Сатурн        | XLVIII (48)  | 3                    | 22 704 000                 | 1 297,36 (r)                              | 2006           | Шеппард, Джевітт, Кліна                                                       | Ретроградний нерегулярний (Скандинавський)  | [ 16 ]                        |
| Анфа              |        | Сатурн        | XLIX (49)    | 0.9                  | 197 700                    | 1,0365                                    | 2007           | Порко та ін. (Кассіні — Гюйгенс)                                              | Алкіонід                                    | [ 54 ]                        |
| Ярнсакса          |        | Сатурн        | L (50)       | 3                    | 18 811 000                 | 964,74 (r)                                | 2006           | Шеппард, Джевітт, Кліна                                                       | Ретроградний нерегулярний (Скандинавський)  | [ 16 ]                        |
| Грейп             |        | Сатурн        | LI (51)      | 3                    | 18 206 000                 | 921,19 (r)                                | 2006           | Шеппард, Джевітт, Кліна                                                       | Ретроградний нерегулярний (Скандинавський)  | [ 16 ]                        |
| Таркек            |        | Сатурн        | LII (52)     | 3.5                  | 18 009 000                 | 887,48                                    | 2007           | Шеппард, Джевітт, Кліна                                                       | Проградний нерегулярний (Інуїтський)        | [ 16 ]                        |
| Егеон             |        | Сатурн        | LIII (53)    | 0.33                 | 167 500                    | 0,808                                     | 2008           | Команда Кассіні — Гюйгенс                                                     | Мінісупутник кільця G                       | [ 55 ] [ 56 ]                 |
| Грід              |        | Сатурн        | LIV (54)     | 3                    | 19 418 000                 | 1 010,55 (r)                              | 2004           | Шеппард, Джевітт, Кліна                                                       | Ретроградний нерегулярний (Скандинавський)  | [ 57 ]                        |
| Ангрбода          |        | Сатурн        | LV (55)      | 3                    | 20 636 000                 | 1 107,13 (r)                              | 2004           | Шеппард, Джевітт, Кліна                                                       | Ретроградний нерегулярний (Скандинавський)  | [ 58 ]                        |
| Скрюмір           |        | Сатурн        | LVI (56)     | 4                    | 21 163 000                 | 1 149,82 (r)                              | 2004           | Шеппард, Джевітт, Кліна                                                       | Ретроградний нерегулярний (Скандинавський)  | [ 59 ]                        |
| Ґерд              |        | Сатурн        | LVII (57)    | 4                    | 21 174 000                 | 1 150,69 (r)                              | 2004           | Шеппард, Джевітт, Кліна                                                       | Ретроградний нерегулярний (Скандинавський)  | [ 60 ]                        |
| S/2004 S 26       |        | Сатурн        | LVIII (58)   | 4                    | 26 676 000                 | 1 627,18 (r)                              | 2004           | Шеппард, Джевітт, Кліна, Марсден                                              | Ретроградний нерегулярний (Скандинавський)  | [ 61 ]                        |
| Еггтер            |        | Сатурн        | LIX (59)     | 6                    | 19 976 000                 | 1 054,45 (r)                              | 2004           | Шеппард, Джевітт, Кліна, Марсден, Джейкобсон                                  | Ретроградний нерегулярний (Скандинавський)  | [ 62 ]                        |
| S/2004 S 29       |        | Сатурн        | LX (60)      | 4                    | 16 981 000                 | 826,44                                    | 2004           | Шеппард, Джевітт, Кліна, Марсден                                              | Проградний нерегулярний (Галльський)        | [ 63 ]                        |
| Белі              |        | Сатурн        | LXI (61)     | 3                    | 20 396 000                 | 1 087,84 (r)                              | 2004           | Шеппард, Джевітт, Кліна                                                       | Ретроградний нерегулярний (Скандинавський)  | [ 64 ]                        |
| Гуннлод           |        | Сатурн        | LXII (62)    | 4                    | 21 214 000                 | 1 153,96 (r)                              | 2004           | Шеппард, Джевітт, Кліна                                                       | Ретроградний нерегулярний (Скандинавський)  | [ 65 ]                        |
| Тьяцці            |        | Сатурн        | LXIII (63)   | 4                    | 24 168 000                 | 1 403,18 (r)                              | 2004           | Шеппард, Джевітт, Кліна                                                       | Ретроградний нерегулярний (Скандинавський)  | [ 66 ]                        |
| S/2004 S 36       |        | Сатурн        | LXIV (64)    | 3                    | 24 299 000                 | 1 414,59 (r)                              | 2004           | Шеппард, Джевітт, Кліна                                                       | Ретроградний нерегулярний (Скандинавський)  | [ 67 ]                        |
| Альвальді         |        | Сатурн        | LXV (65)     | 6                    | 22 412 000                 | 1 253,08 (r)                              | 2004           | Шеппард, Джевітт, Кліна, Марсден                                              | Ретроградний нерегулярний (Скандинавський)  | [ 68 ]                        |
| Гейррод           |        | Сатурн        | LXVI (66)    | 4                    | 21 908 000                 | 1 211,02 (r)                              | 2004           | Шеппард, Джевітт, Кліна                                                       | Ретроградний нерегулярний (Скандинавський)  | [ 69 ]                        |
| S/2004 S 7        |        | Сатурн        | —            | 3                    | 20 999 000                 | 1 140,24 (r)                              | 2004           | Шеппард, Джевітт, Кліна, Марсден                                              | Ретроградний нерегулярний (Скандинавський?) | [ 15 ] [ 16 ]                 |
| S/2004 S 12       |        | Сатурн        | —            | 2.5                  | 19 878 000                 | 1 046,19 (r)                              | 2004           | Шеппард, Джевітт, Кліна, Марсден                                              | Ретроградний нерегулярний (Скандинавський)  | [ 15 ] [ 16 ]                 |
| S/2004 S 13       |        | Сатурн        | —            | 3                    | 18 404 000                 | 933,48 (r)                                | 2004           | Шеппард, Джевітт, Кліна, Марсден                                              | Ретроградний нерегулярний (Скандинавський?) | [ 15 ] [ 16 ]                 |
| S/2004 S 17       |        | Сатурн        | —            | 2                    | 19 447 000                 | 1 014,70 (r)                              | 2004           | Шеппард, Джевітт, Кліна, Марсден                                              | Ретроградний нерегулярний (Скандинавський?) | [ 15 ] [ 16 ]                 |
| S/2004 S 21       |        | Сатурн        | —            | 3                    | 22 645 000                 | 1 272,61 (r)                              | 2004           | Шеппард, Джевітт, Кліна                                                       | Ретроградний нерегулярний (Скандинавський)  | [ 70 ]                        |
| S/2004 S 24       |        | Сатурн        | —            | 3                    | 22 901 000                 | 1 294,25                                  | 2004           | Шеппард, Джевітт, Кліна, Марсден                                              | Проградний нерегулярний (Галльський?)       | [ 71 ]                        |
| S/2004 S 28       |        | Сатурн        | —            | 4                    | 22 020 000                 | 1 220,31 (r)                              | 2004           | Шеппард, Джевітт, Кліна, Марсден                                              | Ретроградний нерегулярний (Скандинавський?) | [ 72 ]                        |
| S/2004 S 31       |        | Сатурн        | —            | 4                    | 17 568 000                 | 869,65                                    | 2004           | Шеппард, Джевітт, Кліна, Марсден                                              | Проградний нерегулярний (Інуїтський)        | [ 73 ]                        |
| S/2004 S 36       |        | Сатурн        | —            | 3                    | 23 192 000                 | 1 319,07 (r)                              | 2004           | Шеппард, Джевітт, Кліна                                                       | Ретроградний нерегулярний (Скандинавський)  | [ 74 ]                        |
| S/2004 S 37       |        | Сатурн        | —            | 4                    | 15 892 000                 | 748,18 (r)                                | 2004           | Шеппард, Джевітт, Кліна                                                       | Ретроградний нерегулярний (Скандинавський)  | [ 75 ]                        |
| S/2004 S 39       |        | Сатурн        | —            | 3                    | 23 575 000                 | 1 351,83 (r)                              | 2004           | Шеппард, Джевітт, Кліна                                                       | Ретроградний нерегулярний (Скандинавський)  | [ 76 ]                        |
| S/2004 S 40       |        | Сатурн        | —            | 2                    | 16 075 600                 | 765,92 (r)                                | 2004           | Шеппард та ін.                                                                | Ретроградний нерегулярний (Скандинавський)  | [ 77 ]                        |
| S/2004 S 41       |        | Сатурн        | —            | 2                    | 18 095 000                 | 895,76 (r)                                | 2004           | Шеппард та ін.                                                                | Ретроградний нерегулярний (Скандинавський)  | [ 78 ]                        |
| S/2004 S 42       |        | Сатурн        | —            | 2                    | 18 240 800                 | 910,61 (r)                                | 2004           | Шеппард та ін.                                                                | Ретроградний нерегулярний (Скандинавський)  | [ 79 ]                        |
| S/2004 S 43       |        | Сатурн        | —            | 2                    | 18 935 000                 | 971,48 (r)                                | 2004           | Шеппард та ін.                                                                | Ретроградний нерегулярний (Скандинавський)  | [ 80 ]                        |
| S/2004 S 44       |        | Сатурн        | —            | 2.5                  | 19 515 400                 | 1 014,98 (r)                              | 2004           | Шеппард та ін.                                                                | Ретроградний нерегулярний (Скандинавський)  | [ 81 ]                        |
| S/2004 S 45       |        | Сатурн        | —            | 2                    | 19 693 600                 | 1 058,95 (r)                              | 2004           | Шеппард та ін.                                                                | Ретроградний нерегулярний (Скандинавський)  | [ 82 ]                        |
| S/2004 S 46       |        | Сатурн        | —            | 1.5                  | 20 513 000                 | 1 107,57 (r)                              | 2004           | Шеппард та ін.                                                                | Ретроградний нерегулярний (Скандинавський)  | [ 83 ]                        |
| S/2004 S 47       |        | Сатурн        | —            | 2                    | 16 050 600                 | 755,69 (r)                                | 2004           | Шеппард та ін.                                                                | Ретроградний нерегулярний (Скандинавський)  | [ 84 ]                        |
| S/2004 S 48       |        | Сатурн        | —            | 2                    | 22 136 700                 | 1 248,52 (r)                              | 2004           | Шеппард та ін.                                                                | Ретроградний нерегулярний (Скандинавський)  | [ 85 ]                        |
| S/2004 S 49       |        | Сатурн        | —            | 2                    | 22 399 700                 | 1 290,34 (r)                              | 2004           | Шеппард та ін.                                                                | Ретроградний нерегулярний (Скандинавський)  | [ 86 ]                        |
| S/2004 S 50       |        | Сатурн        | —            | 1.5                  | 22 346 000                 | 1 219,11 (r)                              | 2004           | Шеппард та ін.                                                                | Ретроградний нерегулярний (Скандинавський)  | [ 87 ]                        |
| S/2004 S 51       |        | Сатурн        | —            | 2                    | 25 208 200                 | 1 544,65 (r)                              | 2004           | Шеппард та ін.                                                                | Ретроградний нерегулярний (Скандинавський)  | [ 88 ]                        |
| S/2004 S 52       |        | Сатурн        | —            | 1.5                  | 26 448 100                 | 1 573,49 (r)                              | 2004           | Шеппард та ін.                                                                | Ретроградний нерегулярний (Скандинавський)  | [ 89 ]                        |
| S/2004 S 53       |        | Сатурн        | —            | 2                    | 23 279 800                 | 1 367,72 (r)                              | 2004           | Шеппард та ін.                                                                | Ретроградний нерегулярний (Скандинавський)  | [ 90 ]                        |
| S/2005 S 4        |        | Сатурн        | —            | 2.5                  | 11 324 500                 | 448,63                                    | 2005           | Шеппард та ін.                                                                | Проградний нерегулярний (Інуїтський)        | [ 91 ]                        |
| S/2005 S 5        |        | Сатурн        | —            | 1.5                  | 21 366 200                 | 1 138,62 (r)                              | 2005           | Шеппард та ін.                                                                | Ретроградний нерегулярний (Скандинавський)  | [ 92 ]                        |
| S/2006 S 1        |        | Сатурн        | —            | 3                    | 18 790 000                 | 963,37 (r)                                | 2006           | Шеппард, Джевітт, Кліна                                                       | Ретроградний нерегулярний (Скандинавський)  | [ 16 ]                        |
| S/2006 S 3        |        | Сатурн        | —            | 3                    | 22 096 000                 | 1 227,21 (r)                              | 2006           | Шеппард, Джевітт, Кліна                                                       | Ретроградний нерегулярний (Скандинавський)  | [ 16 ]                        |
| S/2006 S 9        |        | Сатурн        | —            | 1.5                  | 14 406 600                 | 648,71 (r)                                | 2006           | Шеппард та ін.                                                                | Ретроградний нерегулярний (Скандинавський)  | [ 93 ]                        |
| S/2006 S 10       |        | Сатурн        | —            | 1.5                  | 18 979 900                 | 965,26 (r)                                | 2006           | Шеппард та ін.                                                                | Ретроградний нерегулярний (Скандинавський)  | [ 94 ]                        |
| S/2006 S 11       |        | Сатурн        | —            | 1.5                  | 19 711 900                 | 1 018,45 (r)                              | 2006           | Шеппард та ін.                                                                | Ретроградний нерегулярний (Скандинавський)  | [ 95 ]                        |
| S/2006 S 12       |        | Сатурн        | —            | 2                    | 19 569 800                 | 1 043,16                                  | 2006           | Шеппард та ін.                                                                | Проградний нерегулярний (Галльський?)       | [ 96 ]                        |
| S/2006 S 13       |        | Сатурн        | —            | 2                    | 19 953 800                 | 1 061,74 (r)                              | 2006           | Шеппард та ін.                                                                | Ретроградний нерегулярний (Скандинавський)  | [ 97 ]                        |
| S/2006 S 14       |        | Сатурн        | —            | 1.5                  | 21 062 100                 | 1 150,64 (r)                              | 2006           | Шеппард та ін.                                                                | Ретроградний нерегулярний (Скандинавський)  | [ 98 ]                        |
| S/2006 S 15       |        | Сатурн        | —            | 2                    | 21 799 400                 | 1 183,57 (r)                              | 2006           | Шеппард та ін.                                                                | Ретроградний нерегулярний (Скандинавський)  | [ 99 ]                        |
| S/2006 S 16       |        | Сатурн        | —            | 1.5                  | 21 720 700                 | 1 217,36 (r)                              | 2006           | Шеппард та ін.                                                                | Ретроградний нерегулярний (Скандинавський)  | [ 100 ]                       |
| S/2006 S 17       |        | Сатурн        | —            | 2                    | 22 384 900                 | 1 262,48 (r)                              | 2006           | Шеппард та ін.                                                                | Ретроградний нерегулярний (Скандинавський)  | [ 101 ]                       |
| S/2006 S 18       |        | Сатурн        | —            | 2                    | 22 760 700                 | 1 324,09 (r)                              | 2006           | Шеппард та ін.                                                                | Ретроградний нерегулярний (Скандинавський)  | [ 102 ]                       |
| S/2006 S 19       |        | Сатурн        | —            | 2                    | 23 801 100                 | 1 324,68 (r)                              | 2006           | Шеппард та ін.                                                                | Ретроградний нерегулярний (Скандинавський)  | [ 103 ]                       |
| S/2006 S 20       |        | Сатурн        | —            | 2.5                  | 13 193 800                 | 563,89 (r)                                | 2006           | Шеппард та ін.                                                                | Ретроградний нерегулярний (Скандинавський)  | [ 104 ]                       |
| S/2007 S 2        |        | Сатурн        | —            | 3                    | 16 725 000                 | 808,08 (r)                                | 2007           | Шеппард, Джевітт, Кліна                                                       | Ретроградний нерегулярний (Скандинавський)  | [ 16 ]                        |
| S/2007 S 3        |        | Сатурн        | —            | 3                    | 18 975 000                 | 977,8 (r)                                 | 2007           | Шеппард, Джевітт, Кліна                                                       | Ретроградний нерегулярний (Скандинавський?) | [ 16 ]                        |
| S/2007 S 5        |        | Сатурн        | —            | 2                    | 15 835 700                 | 748,50 (r)                                | 2007           | Шеппард та ін.                                                                | Ретроградний нерегулярний (Скандинавський)  | [ 105 ]                       |
| S/2007 S 6        |        | Сатурн        | —            | 1.5                  | 18 544 900                 | 944,31 (r)                                | 2007           | Шеппард та ін.                                                                | Ретроградний нерегулярний (Скандинавський)  | [ 106 ]                       |
| S/2007 S 7        |        | Сатурн        | —            | 2                    | 15 931 700                 | 742,79 (r)                                | 2007           | Шеппард та ін.                                                                | Ретроградний нерегулярний (Скандинавський)  | [ 107 ]                       |
| S/2007 S 8        |        | Сатурн        | —            | 2                    | 17 049 000                 | 826,94                                    | 2007           | Шеппард та ін.                                                                | Проградний нерегулярний (Галльський)        | [ 108 ]                       |
| S/2007 S 9        |        | Сатурн        | —            | 2                    | 20 174 600                 | 1 099,69 (r)                              | 2007           | Шеппард та ін.                                                                | Ретроградний нерегулярний (Скандинавський)  | [ 109 ]                       |
| S/2009 S 1        |        | Сатурн        | —            | 0.15                 | 117 000                    | 0,471                                     | 2009           | Команда Кассіні — Гюйгенс                                                     | Мінісупутник кільця B                       | [ 110 ]                       |
| S/2019 S 1        |        | Сатурн        | —            | 3                    | 11 221 000                 | 443,8                                     | 2019           | Ештон, Гледмен, Пті, Александерсен                                            | Проградний нерегулярний (Інуїтський)        | [ 111 ]                       |
| S/2019 S 2        |        | Сатурн        | —            | 1.5                  | 16 559 900                 | 796,22 (r)                                | 2019           | Ештон та ін.                                                                  | Ретроградний нерегулярний (Скандинавський)  | [ 112 ]                       |
| S/2019 S 3        |        | Сатурн        | —            | 2                    | 17 077 200                 | 836,68 (r)                                | 2019           | Ештон та ін.                                                                  | Ретроградний нерегулярний (Скандинавський)  | [ 113 ]                       |
| S/2019 S 4        |        | Сатурн        | —            | 1.5                  | 17 956 700                 | 898,40 (r)                                | 2019           | Ештон та ін.                                                                  | Ретроградний нерегулярний (Скандинавський)  | [ 114 ]                       |
| S/2019 S 5        |        | Сатурн        | —            | 1.5                  | 19 076 900                 | 971,54 (r)                                | 2019           | Ештон та ін.                                                                  | Ретроградний нерегулярний (Скандинавський)  | [ 115 ]                       |
| S/2019 S 6        |        | Сатурн        | —            | 2                    | 18 198 700                 | 905,41                                    | 2019           | Ештон та ін.                                                                  | Проградний нерегулярний (Інуїтський)        | [ 116 ]                       |
| S/2019 S 7        |        | Сатурн        | —            | 2                    | 20 181 300                 | 1 093,86 (r)                              | 2019           | Ештон та ін.                                                                  | Ретроградний нерегулярний (Скандинавський)  | [ 117 ]                       |
| S/2019 S 8        |        | Сатурн        | —            | 2                    | 20 284 400                 | 1 080,60 (r)                              | 2019           | Ештон та ін.                                                                  | Ретроградний нерегулярний (Скандинавський)  | [ 118 ]                       |
| S/2019 S 9        |        | Сатурн        | —            | 2                    | 20 359 000                 | 1 104,27 (r)                              | 2019           | Ештон та ін.                                                                  | Ретроградний нерегулярний (Скандинавський)  | [ 119 ]                       |
| S/2019 S 10       |        | Сатурн        | —            | 1.5                  | 20 713 400                 | 1 129,53 (r)                              | 2019           | Ештон та ін.                                                                  | Ретроградний нерегулярний (Скандинавський)  | [ 120 ]                       |
| S/2019 S 11       |        | Сатурн        | —            | 2                    | 20 663 700                 | 1 097,33 (r)                              | 2019           | Ештон та ін.                                                                  | Ретроградний нерегулярний (Скандинавський)  | [ 121 ]                       |
| S/2019 S 12       |        | Сатурн        | —            | 2                    | 20 904 500                 | 1 130,40 (r)                              | 2019           | Ештон та ін.                                                                  | Ретроградний нерегулярний (Скандинавський)  | [ 122 ]                       |
| S/2019 S 13       |        | Сатурн        | —            | 1.5                  | 20 965 800                 | 1 132,90 (r)                              | 2019           | Ештон та ін.                                                                  | Ретроградний нерегулярний (Скандинавський)  | [ 123 ]                       |
| S/2019 S 14       |        | Сатурн        | —            | 2                    | 17 853 000                 | 902,00                                    | 2019           | Ештон та ін.                                                                  | Проградний нерегулярний (Інуїтський)        | [ 124 ]                       |
| S/2019 S 15       |        | Сатурн        | —            | 1.5                  | 21 189 700                 | 1 156,21 (r)                              | 2019           | Ештон та ін.                                                                  | Ретроградний нерегулярний (Скандинавський)  | [ 125 ]                       |
| S/2019 S 16       |        | Сатурн        | —            | 1.5                  | 23 266 700                 | 1 360,26 (r)                              | 2019           | Ештон та ін.                                                                  | Ретроградний нерегулярний (Скандинавський)  | [ 126 ]                       |
| S/2019 S 17       |        | Сатурн        | —            | 2                    | 22 724 100                 | 1 322,15 (r)                              | 2019           | Ештон та ін.                                                                  | Ретроградний нерегулярний (Скандинавський)  | [ 127 ]                       |
| S/2019 S 18       |        | Сатурн        | —            | 1.5                  | 23 140 700                 | 1 349,74 (r)                              | 2019           | Ештон та ін.                                                                  | Ретроградний нерегулярний (Скандинавський)  | [ 128 ]                       |
| S/2019 S 19       |        | Сатурн        | —            | 1.5                  | 23 047 200                 | 1 342,57 (r)                              | 2019           | Ештон та ін.                                                                  | Ретроградний нерегулярний (Скандинавський)  | [ 129 ]                       |
| S/2019 S 20       |        | Сатурн        | —            | 1.5                  | 23 678 600                 | 1 343,58 (r)                              | 2019           | Ештон та ін.                                                                  | Ретроградний нерегулярний (Скандинавський)  | [ 130 ]                       |
| S/2019 S 21       |        | Сатурн        | —            | 2                    | 26 439 000                 | 1 572,06 (r)                              | 2019           | Ештон та ін.                                                                  | Ретроградний нерегулярний (Скандинавський)  | [ 131 ]                       |
| S/2020 S 1        |        | Сатурн        | —            | 2                    | 11 338 700                 | 450,83                                    | 2020           | Ештон та ін.                                                                  | Проградний нерегулярний (Інуїтський)        | [ 132 ]                       |
| S/2020 S 2        |        | Сатурн        | —            | 1.5                  | 17 869 300                 | 907,00 (r)                                | 2020           | Ештон та ін.                                                                  | Ретроградний нерегулярний (Скандинавський)  | [ 133 ]                       |
| S/2020 S 3        |        | Сатурн        | —            | 1.5                  | 18 054 700                 | 896,35                                    | 2020           | Ештон та ін.                                                                  | Проградний нерегулярний (Інуїтський)        | [ 134 ]                       |
| S/2020 S 4        |        | Сатурн        | —            | 1.5                  | 18 235 500                 | 910,34                                    | 2020           | Ештон та ін.                                                                  | Проградний нерегулярний (Галльський)        | [ 135 ]                       |
| S/2020 S 5        |        | Сатурн        | —            | 1.5                  | 18 391 300                 | 933,52                                    | 2020           | Ештон та ін.                                                                  | Проградний нерегулярний (Інуїтський)        | [ 136 ]                       |
| S/2020 S 6        |        | Сатурн        | —            | 1.5                  | 21 265 300                 | 1 149,11 (r)                              | 2020           | Ештон та ін.                                                                  | Ретроградний нерегулярний (Скандинавський)  | [ 137 ]                       |
| S/2020 S 7        |        | Сатурн        | —            | 1.5                  | 17 400 000                 | 844,85 (r)                                | 2020           | Ештон та ін.                                                                  | Ретроградний нерегулярний (Скандинавський)  | [ 138 ]                       |
| S/2020 S 8        |        | Сатурн        | —            | 1.5                  | 21 966 700                 | 1 201,72 (r)                              | 2020           | Ештон та ін.                                                                  | Ретроградний нерегулярний (Скандинавський)  | [ 139 ]                       |
| S/2020 S 9        |        | Сатурн        | —            | 2                    | 25 434 100                 | 1 565,23 (r)                              | 2020           | Ештон та ін.                                                                  | Ретроградний нерегулярний (Скандинавський)  | [ 140 ]                       |
| S/2020 S 10       |        | Сатурн        | —            | 1.5                  | 25 314 800                 | 1 479,87 (r)                              | 2020           | Ештон та ін.                                                                  | Ретроградний нерегулярний (Скандинавський)  | [ 141 ]                       |
| Арієль            |        | Уран          | I (1)        | 578.9±0.6            | 190 900                    | 2,520                                     | 1851           | Ласселл                                                                       | Головна група                               | [ 15 ] [ 16 ]                 |
| Умбрієль          |        | Уран          | II (2)       | 584.7±2.8            | 266 000                    | 4,144                                     | 1851           | Ласселл                                                                       | Головна група                               | [ 15 ] [ 16 ]                 |
| Титанія           |        | Уран          | III (3)      | 788.9±1.8            | 436 300                    | 8,706                                     | 1787           | Гершель                                                                       | Головна група                               | [ 15 ] [ 16 ]                 |
| Оберон            |        | Уран          | IV (4)       | 761.4±2.6            | 583 500                    | 13,46                                     | 1787           | Гершель                                                                       | Головна група                               | [ 15 ] [ 16 ]                 |
| Міранда           |        | Уран          | V (5)        | 235.8±0.7            | 129 900                    | 1,413                                     | 1948           | Койпер                                                                        | Головна група                               | [ 15 ] [ 16 ]                 |
| Корделія          |        | Уран          | VI (6)       | 20.1±3               | 49 800                     | 0,335                                     | 1986           | Терріл (Вояджер-2)                                                            | Внутрішній супутник (пастух)                | [ 15 ] [ 16 ]                 |
| Офелія            |        | Уран          | VII (7)      | 21.4±4               | 53 800                     | 0,376                                     | 1986           | Терріл (Вояджер-2)                                                            | Внутрішній супутник (пастух)                | [ 15 ] [ 16 ]                 |
| Б'янка            |        | Уран          | VIII (8)     | 25.7±2               | 59 200                     | 0,435                                     | 1986           | Сміт (Вояджер-2)                                                              | Внутрішній супутник                         | [ 15 ] [ 16 ]                 |
| Крессіда          |        | Уран          | IX (9)       | 39.8±2               | 61 800                     | 0,464                                     | 1986           | Сіннот (Вояджер-2)                                                            | Внутрішній супутник                         | [ 15 ] [ 16 ]                 |
| Дездемона         |        | Уран          | X (10)       | 32±4                 | 62 700                     | 0,474                                     | 1986           | Сіннот (Вояджер-2)                                                            | Внутрішній супутник                         | [ 15 ] [ 16 ]                 |
| Джульєтта         |        | Уран          | XI (11)      | 46.8±4               | 64 400                     | 0,493                                     | 1986           | Сіннот (Вояджер-2)                                                            | Внутрішній супутник                         | [ 15 ] [ 16 ]                 |
| Порція            |        | Уран          | XII (12)     | 67.6±4.0             | 66 100                     | 0,513                                     | 1986           | Сіннот (Вояджер-2)                                                            | Внутрішній супутник                         | [ 15 ] [ 16 ]                 |
| Розалінда         |        | Уран          | XIII (13)    | 36±6                 | 69 900                     | 0,558                                     | 1986           | Сіннот (Вояджер-2)                                                            | Внутрішній супутник                         | [ 15 ] [ 16 ]                 |
| Белінда           |        | Уран          | XIV (14)     | 40.3±8               | 75 300                     | 0,624                                     | 1986           | Сіннот (Вояджер-2)                                                            | Внутрішній супутник                         | [ 15 ] [ 16 ]                 |
| Пак               |        | Уран          | XV (15)      | 81±2                 | 86 000                     | 0,762                                     | 1985           | Сіннот (Вояджер-2)                                                            | Внутрішній супутник                         | [ 15 ] [ 16 ]                 |
| Калібан           |        | Уран          | XVI (16)     | 36.4                 | 7 231 100                  | 579,73 (r)                                | 1997           | Гледмен, Ніколсон, Бернс, Кавеларс                                            | Ретроградний нерегулярний (Калібан)         | [ 142 ] [ 16 ]                |
| Сікоракса         |        | Уран          | XVII (17)    | 93                   | 12 179 400                 | 1 288,38 (r)                              | 1997           | Гледмен, Ніколсон, Бернс, Кавеларс                                            | Ретроградний нерегулярний                   | [ 142 ] [ 16 ]                |
| Просперо          |        | Уран          | XVIII (18)   | 25                   | 16 256 000                 | 1 978,29 (r)                              | 1999           | Гледмен, Голман, Кавеларс, Пті, Шолль                                         | Ретроградний нерегулярний                   | [ 15 ] [ 16 ]                 |
| Сетебос           |        | Уран          | XIX (19)     | 24                   | 17 418 000                 | 2 225,21 (r)                              | 1999           | Гледмен, Голман, Кавеларс, Пті, Шолль                                         | Ретроградний нерегулярний                   | [ 15 ] [ 16 ]                 |
| Стефано           |        | Уран          | XX (20)      | 16                   | 8 004 000                  | 677,36 (r)                                | 1999           | Гледмен, Голман, Кавеларс, Пті, Шолль                                         | Ретроградний нерегулярний (Калібан)         | [ 15 ] [ 16 ]                 |
| Трінкуло          |        | Уран          | XXI (21)     | 9.5                  | 8 504 000                  | 749,24 (r)                                | 2001           | Голман, Кавеларс, Мілісавлєвіч                                                | Ретроградний нерегулярний                   | [ 15 ] [ 16 ]                 |
| Франциско         |        | Уран          | XXII (22)    | 11                   | 4 276 000                  | 266,56 (r)                                | 2001           | Голман, Кавеларс, Мілісавлєвіч, Гледмен                                       | Ретроградний нерегулярний                   | [ 15 ] [ 16 ]                 |
| Маргарита         |        | Уран          | XXIII (23)   | 10                   | 14 345 000                 | 1 687,01                                  | 2003           | Шеппард, Джевітт                                                              | Проградний нерегулярний                     | [ 15 ] [ 16 ]                 |
| Фердинанд         |        | Уран          | XXIV (24)    | 10                   | 20 901 000                 | 2 887,21 (r)                              | 2001           | Голман, Кавеларс, Мілісавлєвіч та ін.                                         | Ретроградний нерегулярний                   | [ 15 ] [ 16 ]                 |
| Пердіта           |        | Уран          | XXV (25)     | 15                   | 76 417                     | 0,638                                     | 1986           | Каркошка (Вояджер-2)                                                          | Внутрішній супутник                         | [ 16 ]                        |
| Меб               |        | Уран          | XXVI (26)    | 12                   | 97 736                     | 0,923                                     | 2003           | Шоволтер, Ліссауер                                                            | Внутрішній супутник                         | [ 16 ]                        |
| Купідон           |        | Уран          | XXVII (27)   | 9                    | 74 392                     | 0,613                                     | 2003           | Шоволтер, Ліссауер                                                            | Внутрішній супутник                         | [ 16 ]                        |
| S/2023 U 1        |        | Уран          | —            | 4                    | 7 978 000                  | 680,76 (r)                                | 2023           | Шеппард                                                                       | Ретроградний нерегулярний (Калібан)         | [ 143 ]                       |
| Тритон            |        | Нептун        | I (1)        | 1,353.4±0.9          | 354 800                    | 5,877 (r)                                 | 1846           | Ласселл                                                                       | Ретроградний нерегулярний                   | [ 15 ] [ 16 ]                 |
| Нереїда           |        | Нептун        | II (2)       | 170±25               | 5 513 820                  | 360,14                                    | 1949           | Койпер                                                                        | Проградний нерегулярний                     | [ 144 ] [ 16 ]                |
| Наяда             |        | Нептун        | III (3)      | 33±3                 | 48 224                     | 0,294                                     | 1989           | Терріл (Вояджер-2)                                                            | Внутрішній супутник                         | [ 15 ] [ 16 ]                 |
| Таласа            |        | Нептун        | IV (4)       | 41±3                 | 50 075                     | 0,311                                     | 1989           | Терріл (Вояджер-2)                                                            | Внутрішній супутник                         | [ 15 ] [ 16 ]                 |
| Деспіна           |        | Нептун        | V (5)        | 78±4.7               | 52 526                     | 0,335                                     | 1989           | Сіннот (Вояджер-2)                                                            | Внутрішній супутник                         | [ 15 ] [ 16 ]                 |
| Галатея           |        | Нептун        | VI (6)       | 88±4                 | 61 953                     | 0,429                                     | 1989           | Сіннот (Вояджер-2)                                                            | Внутрішній супутник                         | [ 15 ] [ 16 ]                 |
| Лариса            |        | Нептун        | VII (7)      | 97±3                 | 73 548                     | 0,555                                     | 1981/1989      | Рейтсема, Габбард, Лебофскі, Толен (Вояджер-2)                                | Внутрішній супутник                         | [ 15 ] [ 16 ]                 |
| Протей            |        | Нептун        | VIII (8)     | 210±7                | 117 647                    | 1,122                                     | 1989           | Сіннот (Вояджер-2)                                                            | Внутрішній супутник                         | [ 15 ] [ 16 ]                 |
| Галімеда          |        | Нептун        | IX (9)       | 31                   | 15 728 000                 | 1 879,71 (r)                              | 2002           | Голман, Кавеларс, Грав, Фрейзер, Мілісавлєвіч                                 | Ретроградний нерегулярний                   | [ 15 ] [ 16 ]                 |
| Псамафа           |        | Нептун        | X (10)       | 20                   | 46 695 000                 | 9 115,91 (r)                              | 2003           | Джевітт, Кліна, Шеппард, Голман, Кавеларс                                     | Ретроградний нерегулярний (Несо)            | [ 15 ] [ 16 ]                 |
| Сао               |        | Нептун        | XI (11)      | 22                   | 22 422 000                 | 2 914,07                                  | 2002           | Голман, Кавеларс, Грав, Фрейзер, Мілісавлєвіч                                 | Проградний нерегулярний (Сао)               | [ 15 ] [ 16 ]                 |
| Лаомедея          |        | Нептун        | XII (12)     | 21                   | 23 571 000                 | 3 167,85                                  | 2002           | Голман, Кавеларс, Грав, Фрейзер, Мілісавлєвіч                                 | Проградний нерегулярний (Сао)               | [ 15 ] [ 16 ]                 |
| Несо              |        | Нептун        | XIII (13)    | 30                   | 48 387 000                 | 9 740,73 (r)                              | 2002           | Голман, Кавеларс, Грав, Фрейзер, Мілісавлєвіч                                 | Ретроградний нерегулярний (Несо)            | [ 15 ] [ 16 ]                 |
| Гіпокамп          |        | Нептун        | XIV (14)     | 17.4                 | 105 283                    | 0,9362                                    | 2004/2013      | Шоволтер та ін.                                                               | Внутрішній супутник                         | [ 145 ]                       |
| S/2002 N 5        |        | Нептун        | —            | 19                   | 23 365 200                 | 3 141,26                                  | 2002           | Голман, Кавеларс, Грав, Фрейзер                                               | Проградний нерегулярний (Сао)               | [ 146 ]                       |
| S/2021 N 1        |        | Нептун        | —            | 12.5                 | 50 623 600                 | 10 017,93 (r)                             | 2021           | Шеппард, Толен, Трухільйо, Лікавка                                            | Ретроградний нерегулярний (Несо)            | [ 147 ]                       |
| Харон             |        | Плутон        | I (1)        | 606±0.5              | 19 591                     | 6,387                                     | 1978           | Крісті                                                                        | Синхронне обертання                         | [ 15 ] [ 16 ]                 |
| Нікта             |        | Плутон        | II (2)       | 22,5                 | 48 671                     | 24,85                                     | 2005           | Вівер, Стерн, Буї та ін.                                                      | Хаотичне обертання                          | [ 15 ] [ 16 ]                 |
| Гідра             |        | Плутон        | III (3)      | 27,5                 | 64 698                     | 38,20                                     | 2005           | Вівер, Стерн, Буї та ін.                                                      | Хаотичне обертання                          | [ 15 ] [ 16 ]                 |
| Кербер            |        | Плутон        | IV (4)       | 7                    | 57 729                     | 32,17                                     | 2011           | Шоволтер (Габбл)                                                              | Хаотичне обертання                          | [ 15 ] [ 16 ] [ 148 ] [ 149 ] |
| Стікс             |        | Плутон        | V (5)        | 5,5                  | 42 393                     | 20,16                                     | 2012           | Шоволтер (Габбл)                                                              | Хаотичне обертання                          | [ 15 ] [ 16 ] [ 150 ]         |
| Хіїака            |        | Гаумеа        | I (1)        | ≈160                 | 49 880                     | 49,12                                     | 2005           | Браун та ін.                                                                  | припускається хаотичне обертання            | [ 151 ] [ 152 ] [ 153 ]       |
| Намака            | Гаумеа | II (2)        | ≈85          | 25 657               | 18,2783                    | 2005                                      | Браун та ін.   | припускається хаотичне обертання                                              | [ 151 ] [ 152 ] [ 153 ]                     |                               |
| Вейвот            |        | Квавар        | I (1)        | 40.5±5.5             | 14,500±800                 | 12,438                                    | 2006           | Браун                                                                         |                                             | [ 154 ] [ 155 ]               |
| S/2015 (136472) 1 |        | Макемаке      | —            | ≈87.5                | >21,000                    | >12.4                                     | 2015           | Паркер та ін.                                                                 |                                             | [ 156 ] [ 157 ]               |
| Сянлю             |        | Гунгун        | I (1)        | <100                 | 24,020±200                 | 25.221                                    | 2010           | Мартон, Кісс, Мюллер                                                          | припускається проградна орбіта              | [ 158 ]                       |
| Дизномія          |        | Ерида         | I (1)        | 350±60               | 37,273±64                  | 15,786                                    | 2005           | Браун, Рабіновіц, Трухільйо та ін.                                            | Синхронне обертання                         | [ 159 ]                       |